# قعشومات
القعشومات (الاسم العلمي: Holothyridae) هي فصيلة من القراديات تتبع رتبة القعشوميات من طفيليات الشكل.

## التصنيف
- القعشوم
  - قعشوم قرمزي
  - قعشوم ليجندري